# Marvan II.
Marvan ibn Mohamed ibn Marvan ibn al-Hakam (arabsko مروان بن محمد بن مروان بن الحكم), bolj znan kot Marvan II., je bil štirinajsti in zadnji kalif Omajadskega kalifata, ki je vladal od leta 744 do svoje smrti, * okoli 691, As-Šam, Omajadski kalifat (Sirija), † 6. avgust 750, Al-Misr, Omajadski kalifat (Egipt).
Njegovo vladavino sta zaznamovali državljanska vojna  in abasidska revolucija, v katerih je Omajadska dinastija izgubila oblast.

## Poreklo
Marvan ibn Mohamed je bil član družine Marvanidov, vladarske dinastije Omajadskega kalifata. Njegov oče Mohamed ibn Marvan je bil sin četrtega omajadskega kalifa Marvana I. (vladal 684–685) in polbrat petega omajadskega kalifa Abd al-Malika ibn Marvana (vladal 685–705).
Njegova mati je večinoma neimenovana, včasih pa omenjena kot Raja, Taruba ali "al-Validova mati", je bila verjetno nearabskega porekla, po nekaterih navedbah Kurdinja. Nekaj virov poroča, da jo je Mohamed  ujel med zadušitvijo Ibn al-Zubajrovega upora, da je bila takrat noseča, zato Marvan II. sploh ni bil njegov sin.

## Mladost
Leta 732–733 je kalif Hišam ibn Abd al-Malik  Marvana imenoval za guvernerja Armenije. Leta 735–736 je Marvan napadel Gruzijo, jo opustošil, zavzel tri trdnjave Alanov ter sklenil mir s Tumanšahom. Leta 739–740 je ponovno napadel in pobral davek.
Ko je leta 744–745 je izvedel za načrtovanje zarote proti al-Validu II., je pisno odvrnil svoje sorodnike od tega dejanja in jih pozval, naj ohranijo stabilnost države in dobro vzdušje v družini Omajadov. Njegovih nasvetov niso upoštevali. Jazid III. je z državnim udarom odstavil al-Valida II. in ga umoril.
Marvan II., ki je več let vodil pohode proti Bizantincem in Hazarom na severozahodnih mejah kalifata, naj bi po smrti al-Valida II. razmišljal o prevzemu oblasti v kalifatu, vendar ga je Kalbijev upor prisilil, da počaka. Jazid III. ga je imenoval za guvernerja Gornje Mezopotamije in Marvan II. se je preselil  v Harran. Na tem položaju je ostal celo vladavino Jazida III. in ga ni poskušal odstaviti.

## Vladanje
Jazid III. je vladal samo od aprila do 4. oktobra 744, ko je umrl zaradi tumorja v možganih. Za naslednika je imenoval svojega brata Ibrahima. 
Al-Valid II. je sprva nasprotoval državnemu udaru Jazida III., potem pa mu je obkljubil zvestobo. Po Jazidovi smrti je obnovil svoje ambicije in ignoriral Ibrahimovo imenovanje. Ibrahim se je sprva skrival in nato odstopil, ko mu je Marvan II. zagotovi osebno varnost. 
Marvan II. je za svoja naslednika imenoval svoja sinova Ubajdalaha in Abdulaha. Njegova nasilna vladavina, ki je bila skoraj v celoti posvečena ohranitvi celovitosti Omajadskega kalifata, je zlasti v Iranu in Iraku ustvarila  protiomajadsko razpoloženje. Oblast dinastije so že nekaj desetletij pred njim razjedali vojaški porazi in dinastični spori in globoko nezadovoljstvo šiitov, haridžitov in nearabskih muslimanov. V Iraku je izbruhnil upor haridžitov pod vodstvom al-Dahaka in Kajs al-Šabanija, katerima se je pridružil Sulejman ibn Hišam. Marvan je do leta 747 uspel taj upor zadušiti.
Mnogo bolj nevarna je bila vstaja, ki je istega leta izbruhnila v Horasanu pod vodstvom klana, kasneje znanega kot Abasidi. Vstaja se je okrepila po smrti tamkajšnjega omajadskega guvernerja  Nasra ibn Sajarja leta 748. Vstajniška vojska je začela prodirati proti zahodu in zmagala v veliki bitkina Zabu, v kateri je bilo ubitih 3000 članova omajadskog klana. Marvan je zbežal na zahod. V Egiptu so ga ujeli in usmrtili. Sinova in uradna naslednika Ubajdalah in Abdalah sta pobegnila v Etiopijo, kjer so Ubajdalaha ubili.
Novi abasidski kalif as-Safah je isto leto  vse vodilne člane omajadskega klana povabil na banket, kjer so jih pobili. Poboju se je izognil samo Abd al-Rahman I., ki je v al-Andaluzu ustanovil novo omajadsko državo in novo dinastijo, ni pa mogel računati na univerzalno oblast nad islamskim svetom. Marvan II. je bil zadnji "univerzalni" islamski kalif.